# Čchin Ťi-wej
Čchin Ťi-wej (čínsky pchin-jinem Qín Jīwěi, znaky tradiční 秦基偉; 16. listopadu 1914 – 2. února 1997) byl čínský komunistický voják a politik, účastník čínské občanské války, čínsko-japonské války a korejské války, v nichž dosáhl až na velení armádnímu sboru. Po návratu z Koreje byl zástupcem velitele a pak velitelem (1957–1967) Kchunmingského vojenského okruhu. Během kulturní revoluce byl pronásledován a nucen odejít z funkcí. Roku 1973 byl rehabilitován a jmenován velitelem Čchengtuského vojenského okruhu, od roku 1975 působil jako komisař v Pekingském vojenském okruhu, kterému v letech 1980–1987 velel. V letech 1988–1993 byl státním poradcem a ministrem národní obrany. V 80. letech působil i ve vedení strany jako kandidát (1982–1987) a člen (1987–1992) politbyra. Politickou kariéru završil místem místopředsedy stálého výboru Všečínského shromáždění lidových zástupců (1993–1997).

## Život
Čchin Ťi-wej se narodil 16. listopadu 1914 v okresu Chung-an na severovýchodě provincie Chu-pej. V dětství přišel o otce, od mládí těžce pracoval. Od roku 1927 bojoval v řadách povstalců a partyzánů, roku 1929 byl jeho oddíl začleněn do čínské Rudé armády a následujícího roku do Komunistické strany Číny. V řadách Rudé armády bojoval v sovětské oblasti E-Jü-Wan na pomezí provincií An-chuej, Che-nan a Chu-pej, vypracoval se na velitele pluku (1932) a zástupce velitele divize (1935). V řadách 4. frontu čínské Rudé armády se účastnil Dlouhého pochodu, přežil porážku sil 4. frontu v neúspěšném západním pochodu kansuským koridorem.
Od roku 1937 sloužil ve 129. divizi 8. pochodové armády, od roku 1939 jako zástupce velitele brigády, působil v horách Tchaj-šan. Během občanské války roku 1947 velel 9. koloně Ťin-Ťi-Luské polní armády (velitel Liou Po-čcheng, komisař Teng Siao-pching, později přejmenovaná na 2. polní armádu) bojující v Che-nanu. V únoru 1949 se Čchin Ťi-wej stal velitelem 15. sboru (bývalá 9. kolona) v 2. polní armádě, poté se zúčastnil bitvy o přechod přes řeku Jang-c’-ťiang a útočil dále na jih. Roku 1950 se podílel na dobytí Jün-nanu. V letech 1951–1953 bojoval v čele 15. sboru v Korejské válce.
Roku 1953 byl jmenován zástupcem velitele jünnanského vojenského obvodu a v březnu 1955 zástupcem velitele Kchunmingského vojenského okruhu. Téhož roku mu byla při zavedení vojenských hodností udělena hodnost generálporučíka. V roce 1957 absolvoval vojenskou akademii v Nan-ťingu a v září 1957 převzal velení nad Kchunmingským vojenským okruhem. Roku 1958 byl zvolen poslancem Všečínského shromáždění lidových zástupců (znovuzvolen 1964). Během kulturní revoluce byl kritizován, označen za „kapitalistu“ a musel odejít z velení. Následně byl poslán na farmu v provincii Chu-nan, aby se polepšil prací. 
Roku 1973 byl rehabilitován a jmenován velitelem Čchengtuského vojenského okruhu. Na X. sjezdu KS Číny v srpnu 1973 byl zvolen členem ústředního výboru (znovuzvolen na následujících sjezdech roku 1977, 1982 a 1987, do 1992). V říjnu 1975 byl přeložen do Pekingu do funkce druhého komisaře Pekingského vojenského okruhu, v září 1977 se stal prvním komisařem okruhu. V lednu 1980 převzal funkci velitele Pekingského vojenského okruhu (do 1987). Na XII. sjezdu KS Číny v září 1982 byl zvolen kandidátem politbyra, na XIII. sjezdu KS Číny v listopadu 1987 členem politbyra a ústřední vojenské komise KS Číny, přičemž ve vedení Pekingského vojenského okruhu ho nahradil Čou I-ping. V dubnu 1988 byl jmenován  V témže roce mu byla udělena hodnost generálplukovníka. Na XIV. sjezdu KS Číny v říjnu 1992 odešel ze stranických funkcí (politbyra, vojenské komise i ústředního výboru). V březnu 1993 odešel z vlády, náhradou byl zvolen místopředsedou stálého výboru Všečínského shromáždění lidových zástupců.
Dne  2. února 1997 zemřel v Pekingu.